# 阿里山丸
阿里山丸（ありさんまる）は、太平洋戦争中に日本で建造された戦時標準型貨物船。船主は三井船舶。いわゆるヘルシップとして日本軍の捕虜となったアメリカ兵を移送中、南シナ海でアメリカ海軍潜水艦により撃沈された。乗船捕虜約1800人のほとんどは死亡し、1隻の船の戦没で発生したアメリカ人の死者数として最多の事例となった。

## 船歴
阿里山丸は、第二次戦時標準船2A型（改A型）の14番船として玉造船所（現：三菱重工マリタイムシステムズ本社工場）で建造された。形式的な発注者は戦時統制団体の産業設備営団であるが、実質的な船主は三井船舶である。船名はおそらく台湾の嘉義県にある阿里山に由来するが、言及文献が発見できない。なお、三井船舶所有船の「○山丸」という命名慣例に沿っている。2A型は第二次戦時標準船の代表格というべき大型貨物船である。建造を容易にするためブロック工法に適した直線的な外観で設計され、二重底の廃止・スクリュー軸の短い船尾機関式の採用など性能低下を忍んだ徹底的な簡易設計に特徴がある。2A型の搭載機関は船によって多様であるところ、本船は艦本式タービン甲25型1基を積み、最高速力13ノットだった。自衛武装として、短二十糎砲1門と爆雷4発を装備している。
1944年（昭和19年）6月22日に竣工した阿里山丸は民需用が建前の船舶運営会使用船となった。軍の徴用を受けないまま軍事輸送に従事する陸軍配当船としても行動している。最初の航海は、樺太北小沢炭鉱産の石炭輸送で、6月29日に門司を出港した。7月5日に北小沢に到着して石炭を積み取り、船川港を経て伏木港で荷を下ろしている。門司に戻った後、沖縄本島への部隊・兵器の輸送に充てられ、8月1日に出航。8月6日に鹿児島港で護送船団のカタ626船団（輸送船15隻・護衛艦12隻）へ加入し、9日に那覇港へ到着。帰路はドラム缶と人員を積んで、やはり鹿児島経由で8月28日に門司へ戻った。
当時、日本軍はフィリピン方面の防備強化が急務となっており、阿里山丸もフィリピンへの軍事輸送に投入されることとなった。阿里山丸は、8月30日から9月2日に釜山港でフィリピンへ向かう増援部隊を乗船させた。門司でミ船団の一つであるミ19船団（輸送船18隻・護衛艦6隻）に加入し、9月9日に経由地の高雄港へ向けて出航する。翌10日に逓信省標準B型貨物船改装応急タンカー千早丸（日本郵船、4,701総トン）がアメリカの潜水艦サンフィッシュの魚雷により撃沈されたため、本船は他の船とともに珍島沖へ一時退避した後、18日に高雄へ到着した。ここでミ19船団と分かれて9月26日に出港、ルソン島北岸アパリとサンフェルナンドを経由して、10月4日にマニラへ到着した。
揚陸を終えた阿里山丸は、日本への帰路では、乗船を沈められて滞留中の日本船員204人とアメリカ兵捕虜1781人などを輸送することになった。日本軍は、アメリカ軍の上陸に備え、フィリピン所在の捕虜の日本本土移送を活発化させていた。カバナトゥアン捕虜収容所などから9月下旬に旧ビリビッド刑務所へ集められていた捕虜が、護送隊40人とともに阿里山丸へ乗船した。捕虜の乗船時期は、ウィリアム・ボーエンの調査によると、10月10日以前である。しかし、『徴傭船舶行動概見表』に捕虜輸送として記載されているのは10月20日以降の航海だけである。レイテ島の戦いと関連したアメリカ軍機動部隊のマニラ空襲を避けるため、阿里山丸は10月10日にマニラを出港してパラワン島バキット湾へ18日まで退避した。19日にマニラへ戻った阿里山丸は物資を補充後、マタ30船団（春風船団）へ加入して10月20日に出航した。だが高雄へ向かう途中、次に述べる通り竣工からわずか4カ月余りの10月24日に撃沈された。

## 撃沈
10月20日、阿里山丸を含め輸送船12隻から成るマタ30船団は、護衛艦5隻に守られてマニラを出港した。ルソン島沖には多数のアメリカ潜水艦が待ち伏せており、船団は7隻の潜水艦から集中攻撃を受けた。23日午後5時半以降、加入輸送船は次々と撃沈された。
10月24日、阿里山丸は、右舷から打ち込まれた魚雷4発、左舷からの魚雷3発をかろうじて回避した。が、さらに右舷から来た魚雷はかわしきれず、3発が命中した。うち2本の命中個所は船体中央よりやや後方で、日本船員らが乗っていた第3船倉と推定される。もう1本は船尾に命中している。船体は船尾の被雷部分で分断されて、午後7時40分頃、ルソン島北西洋上で船尾から沈没した。戦後、阿里山丸はアメリカの潜水艦スヌーク(USS Snook, SS-279)の戦果として認定されたが、スヌークも午前5時ごろの四度目の攻撃以降は何ら戦闘行動を起こしていないため、シャーク(USS Shark, SS-314)の雷撃による戦果と思われる。
沈没時、輸送指揮官である陸軍中尉は捕虜を船倉に閉じ込めたまま沈めてしまうよう指示した。しかし船長は指示に従わず、船倉の扉を開けて捕虜を解放した。捕虜の証言によると、看守が退去前に船倉の出入り用縄梯子を切断してしまっていたが、捕虜たちが修理した。ほとんどの捕虜は船倉から脱出でき、食糧や水を漁りつつ洋上に逃れた。捕虜には、部隊輸送で使った竹製の救命胴衣が事前に支給されていた。
護衛の駆逐艦竹は他の沈没船遭難者を収容して限界状態だったが、阿里山丸の船員を収容した。直後、漂流船商船曳航の命令を受けて現場を離れた。護衛艦艇は救助活動を行っていたが、捕虜たちが救助を求めて近づくと、棒などで突き戻された。また、捕虜の中には日本軍に再収容されることを拒み、自ら泳いで救助艦から離れる者もいた。捕虜たちは海面に残っていた救命ボートや筏などに掴まって漂流を続けたが、ほとんど行方不明となり死亡したと見られる。生存が確認されているのは、4-5日後に通りかかった日本船に救助された4人と、救命ボートで航行して中国の民間船に救助された5人だけである。中国船に救助された5人は、昆明市所在のアメリカ第14空軍へ送り届けられた。日本船に救助された4人のうち、1人は台湾の軍病院で11月9日に死亡した。
阿里山丸の乗船者のうち日本人は乗員である船員のうち2人、輸送中の遭難船員204人中22人、捕虜護送隊員40人中5人および船舶砲兵第1連隊所属の85人中13人が死亡または行方不明となった。アメリカ人捕虜は1781人のうち救助された9人を除くと1772人（収容後死亡を含めると1773人）が死亡したことになる。これは、1隻の船の戦時沈没によるアメリカ人死者数としては最大の事例である。
捕虜多数が死亡したことについて、戦後、日本側関係者に対する戦争犯罪責任の追及がされた。船長が取調べを受けたが、不起訴となっている。護衛の駆逐艦竹艦長の田中弘国少佐や水雷長の志賀博大尉も、捕虜を救助しなかった件についてイギリス海軍の取り調べを受けたが、特に問題視されず、起訴されることなく釈放された。
駆逐艦竹の水雷長志賀大尉の回想によれば、阿里山丸には捕虜輸送中の緑十字標識が描かれており、日没前のため明瞭に識別できる状態だった。志賀によれば、アメリカ軍潜水艦は捕虜乗船の標識を無視して阿里山丸を撃沈したことになる。他方、阿里山丸について調査している乗船捕虜の遺族であるウィリアム・ボーエンによれば、阿里山丸に特別の標識はされていなかった。日本軍の捕虜待遇などについて研究しているPOW研究会の三輪祐児によれば、当時の戦時国際法上、病院船と異なって捕虜輸送船を示す標識の規則は存在しなかったと思われ、日本軍の捕虜輸送船にも何ら標識は掲示されていなかった。